# Falsozorispiella albosignata
Falsozorispiella albosignata là một loài bọ cánh cứng trong họ Cerambycidae.